# Ferro Carril Oeste (basket-ball)
Maillots
Le Ferro Carril Oeste est un club omnisports argentin. Sa section basket-ball évolue en Liga B, soit la troisième division du championnat argentin. Le club est basé dans la ville de Buenos Aires.

## Palmarès
Continental
- Vainqueur du Championnat sudaméricain : 1981, 1982, 1987

National
- Champion d'Argentine : 1985, 1986, 1989

## Joueurs marquants du club
- Luis Scola
- Gabriel Fernández